# 오나이우 조지
오나이우 조지(일본어: オナイウ 情滋, 2000년 11월 11일~)는 일본의 축구 선수이다.

## 구단 경력
그는 2022년 J2리그의 베갈타 센다이에 입단했다.